# Jean Paul Getty
Jean Paul Getty (Minneapolis, Minnesota, 15 de desembre, 1892 – 6 de juny de 1976) va ser un empresari estatunidenc, fundador de la companyia Getty Oil i patriarca de la família Getty. Natiu de Minneapolis, era fill del petrolier pioner George Getty. El 1957, la revista Fortune el va nomenar l’americà viu més ric, mentre que el Guinness Book of Records de 1966 el va nomenar com el ciutadà privat més ric del món, amb un valor estimat d'1,2 mil milions de dòlars (aproximadament 7,8 mil milions de dòlars el 2021). A la seva mort, valia més de 6 mil milions de dòlars (aproximadament 23 mil milions de dòlars el 2021). Un llibre publicat el 1996 el va classificar com el 67è estatunidenc més ric que hagi viscut mai, segons la seva riquesa com a percentatge del producte nacional brut concurrent.
Malgrat la seva gran riquesa, Getty era infamement frugal, sobretot negociant el rescat del segrest del seu net el 1973. Va tenir cinc fills i es va divorciar cinc vegades. Getty era un àvid col·leccionista d'art i antiguitats. La seva col·lecció va ser la base del Museu J. Paul Getty de Los Angeles; més de 661 dòlars milions de la seva propietat es va deixar al museu després de la seva mort. Va establir el J. Paul Getty Trust el 1953. El trust, que és la institució d'art més rica del món, gestiona els complexos del museu J. Paul Getty: el Getty Center, la Getty Villa i la Getty Foundation, el Getty Research Institute, així com el Getty Conservation Institute.
Va ser un dels primers en el món amb una fortuna superior als 1.000 milions de dòlars. Àvid col·leccionista d'art i antiguitats, la seva col·lecció i la seva mansió de Malibú van ser la base del Museu J. Paul Getty a Califòrnia. Va passar per la Universitat del Sud de Califòrnia, i per Berkeley abans de graduar-se el 1914 pel Magdalen College d'Oxford en econòmiques i ciències polítiques. Va treballar durant els estius en els camps petroliers del seu pare a Oklahoma.
Va aconseguir el seu primer milió de dòlars el 1916 amb la seva primera companyia petroliera a Tulsa. A l'any següent va anunciar la seva retirada a Los Angeles per a convertir-se en un playboy. Encara que més tard tornés als negocis, Getty havia perdut el respecte del seu pare. Poc abans que George Franklin Getty morís el 1930, pensava que Jean Paul duria l'empresa familiar a la ruïna, i així l'hi va comunicar. Es va mudar a Anglaterra en els anys 50, on va viure i va treballar, fins a la seva mort, a Sutton Place, una mansió del segle xvii prop de Guildford (Surrey).

## Biografia

### Primers anys i educació
Getty va néixer a Minneapolis, Minnesota, fill de Sarah Catherine McPherson (Risher) i George Getty, que era advocat de la indústria d'assegurances. Getty va ser criat com a metodista pels seus pares; el seu pare era un devot científic cristià, i tots dos eren estrictes absents. Era d'origen en part escocès. El 1903, quan Getty tenia 10 anys, George Getty va viatjar a Bartlesville, Oklahoma, i va comprar els drets minerals de 1.100 acres de terra. La família Getty es va traslladar posteriorment a Bartlesville, on J. Paul Getty va anar a l'escola Garfield. En pocs anys, Getty havia establert pous a la terra que produïen 100.000 barrils de cru al mes.
Com a nous milionaris, la família es va traslladar a Los Angeles, però J. Paul Getty va tornar més tard a Oklahoma. Als 14 anys, Getty va assistir a la Harvard Military School durant un any, seguida de la Polytechnic High School, on se li va donar el sobrenom de "Diccionari Getty" pel seu amor per la lectura. Va dominar el francès, l'alemany i l'italià i conversava en espanyol, grec, àrab i rus. L'amor pels clàssics va portar a Getty a adquirir competència lectora en grec antic i llatí.
Es va matricular a la Universitat de Califòrnia, Berkeley, però no va completar un títol. Enamorat d'Europa després de viatjar a l'estranger amb els seus pares el 1910, Getty es va matricular a la Universitat d'Oxford el 28 de novembre de 1912. Una carta de presentació del llavors president dels Estats Units William Howard Taft li va permetre obtenir una instrucció independent dels tutors del Magdalen College. Encara que no estava registrat a Magdalen, va afirmar que els estudiants aristocràtics «em van acceptar com un dels seus» i es va presumir amb afecte dels amics que va fer, inclòs el príncep de Gal·les, el futur rei Eduard VIII del Regne Unit. Va obtenir un diploma en economia i ciències polítiques a Oxford el juny de 1913, després va passar mesos viatjant per Europa i Egipte abans de conèixer els seus pares a París i tornar amb ells a Amèrica el juny de 1914.

## Carrera

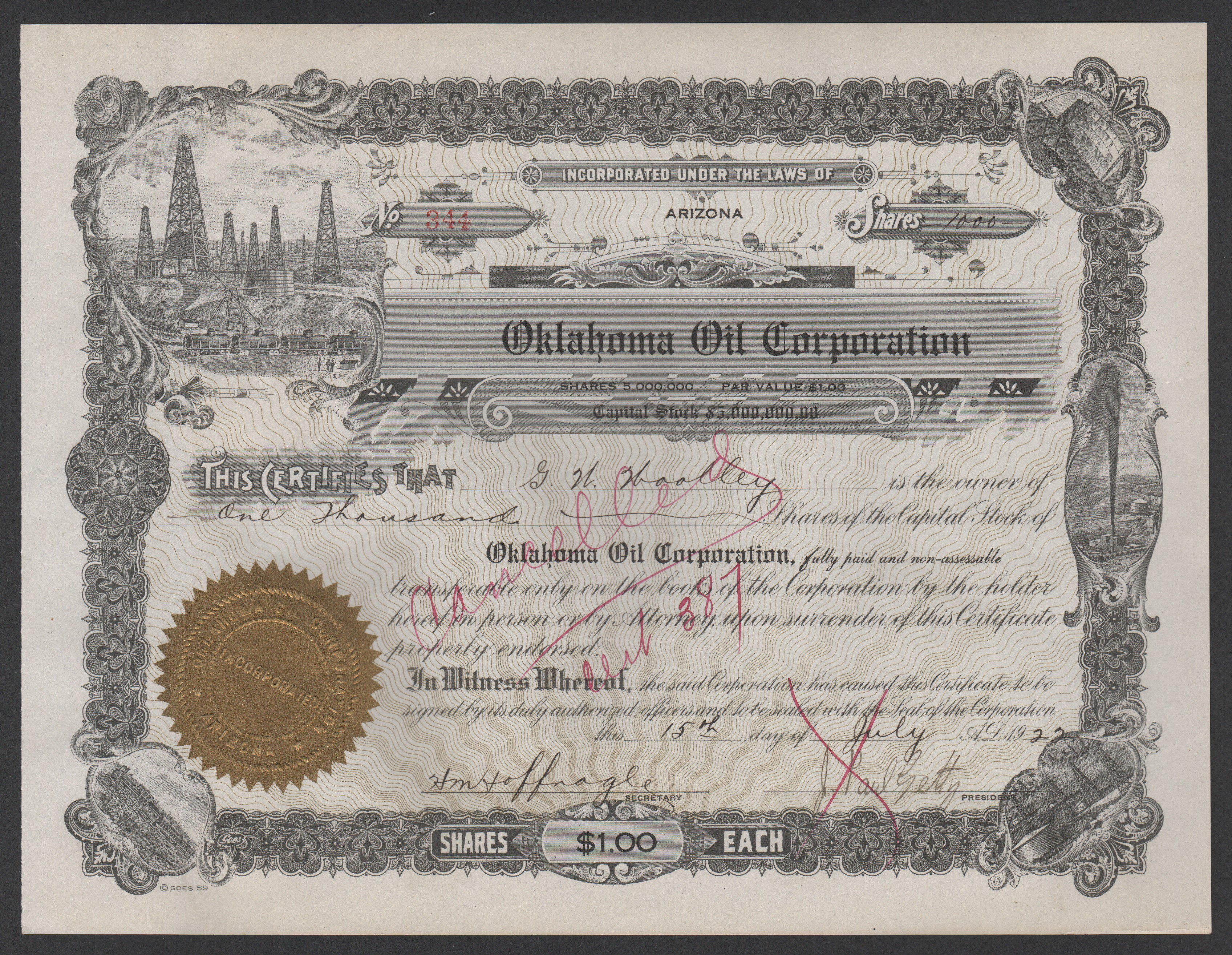
Acció de l'Oklahoma Oil Corp., emesa el 15 de juliol de 1922, signada pel president J. Paul Getty

A la tardor de 1914, George Getty va donar al seu fill 10.000 dòlars per invertir en l'ampliació dels camps de petroli de la família a Oklahoma. El primer lot que va comprar, el Nancy Taylor No. 1 Oil Well Site prop de Haskell, Oklahoma, va ser crucial per al seu primer èxit financer. El pou va colpejar petroli l'agost de 1915 i l'estiu següent, el 40 per cent de la regalia de producció neta que va acumular d'ell l'havia convertit en milionari.
El 1919, Getty va tornar als negocis a Oklahoma. Durant la Dècada del 1920, va afegir uns 3 milions a la seva ja important patrimoni. La seva successió de matrimonis i divorcis va angoixar tant el seu pare que Getty va heretar només 500.000 dòlars dels 10 milions de fortuna que el seu pare va deixar en el moment de la seva mort el 1930. Getty es va quedar amb un terç de les accions de George Getty Inc., mentre que la seva mare va rebre els dos terços restants, donant-li una participació de control.
El 1936, la mare de Getty el va convèncer perquè contribuís a l'establiment d'un fideicomís de 3,3 milions de dòlars anomenat Sarah C. Getty Trust, per garantir que la riquesa cada cop més gran de la família es pugui canalitzar cap a ingressos segurs i lliures d'impostos per a les generacions futures de la família Getty. La confiança va permetre a Getty tenir un fàcil accés al capital preparat, que estava destinant a la compra de les accions de Tidewater Petroleum.
Invertint astutament els seus recursos durant la Gran Depressió, Getty va adquirir Pacific Western Oil Corporation i va començar l'adquisició (finalitzada el 1953) de la Mission Corporation, que incloïa Tidewater Oil i Skelly Oil. El 1967, Getty va fusionar aquestes participacions a Getty Oil.
El 1948-1949, Getty va pagar a Ibn Saud 9,5 milions de dòlars en efectiu, 1 milió garantit i una regalia de 55 cèntims el barril per a la concessió de la Zona Neutral de l'Aràbia Saudita, que era 2,5 vegades més del que pagaven altres grans companyies petrolieres a l'Orient Mitjà en aquell moment. El petroli es va descobrir finalment el març de 1953. Des de 1953, l'aposta de Getty en va produir 16 milions de barrils l'any, la qual cosa va contribuir molt a la fortuna responsable de convertir-lo en una de les persones més riques del món.
La riquesa i la capacitat de parlar àrab de Getty van permetre la seva expansió sense igual a l'Orient Mitjà. Getty posseïa la participació de control d'unes 200 empreses, inclosa Getty Oil. Getty era propietat de Getty Oil, Getty Inc., George F. Getty Inc., Pacific Western Oil Corporation, Mission Corporation, Mission Development Company, Tidewater Oil, Skelly Oil, Mexican Seaboard Oil, Petroleum Corporation of America, Spartan Aircraft Company, Spartan Cafeteria Company, Minnehoma Insurance Company, Minnehoma Financial Company, Pierre Hotel, Pierre Marques Hotel, un palau del segle XV i un castell proper a Ladispoli, a la costa nord-oest de Roma, una casa ranxo de Malibu, i Sutton Place, una mansió de 72 habitacions a prop de Guildford, Surrey.

### Col·lecció d'art
Les primeres incursions de Getty en el col·leccionisme van començar a finals de la Dècada del 1930, quan es va inspirar en la col·lecció de pintures i mobles francesos del segle XVIII propietat del propietari del seu àtic a la ciutat de Nova York, Amy Guest, una parente de Sir Winston Churchill. Fanàtic de la França del segle XVIII, Getty va començar a comprar mobles de l'època a preus reduïts a causa del mercat de l'art deprimit. Va escriure diversos llibres sobre col·leccionisme, com Europa i el segle XVIII (1949), Collector's Choice: The Chronicle of an Artistic Odyssey through Europe (1955) i The Joys of Collecting (1965). La seva mesquinesa va limitar l'abast de la seva col·lecció perquè es va negar a pagar el preu total. La companya de Getty a la vida posterior, Penelope Kitson, va dir: "Paul va ser realment massa dolent per permetre's comprar una gran pintura". No obstant això, en el moment de la seva mort posseïa més de 600 articles valorats en més de 4 dòlars milions, incloent pintures de Rubens, Tizian, Gainsborough, Renoir, Tintoretto, Degas i Monet. Durant la Dècada del 1950, els interessos de Getty es van desplaçar cap a l'escultura grecoromana, la qual cosa va portar a la construcció de la Villa Getty a la Dècada del 1970 per allotjar la col·lecció. Aquests articles van ser traslladats al Getty Museum i a la Getty Villa de Los Angeles després de la seva mort.

## Matrimonis, divorcis i fills
Getty va ser un donador notori des de la seva joventut, cosa que va horroritzar els seus pares cristians conservadors. El seu advocat, Robin Lund, va dir una vegada que «Paul gairebé mai podria dir 'no' a una dona o 'sí' a un home». Lord Beaverbrook l'havia anomenat "priapic " i "sempre preparat" en els seus hàbits sexuals.
El 1917, quan tenia 25 anys, Elsie Eckstrom va presentar una demanda de paternitat contra Getty a Los Angeles, que va afirmar que era el pare de la seva filla, Paula. Eckstrom va afirmar que Getty havia pres la seva virginitat i havia engendrat el fill, mentre que el seu equip legal va intentar soscavar la seva credibilitat afirmant que tenia antecedents de promiscuïtat. Getty va acceptar un acord de 10.000 dòlars, després del qual Eckstrom va abandonar la ciutat amb el nadó.
Getty es va casar en cinc ocasions: amb Jeanette Tremont (1923-25), Allene Ashby (1926-28), Adolphine Hemle (1928-32), Ann Rork (1932-35), i Theodora Lynch. Va tenir cinc fills: George Franklin Getty amb la seva primera dona, Jean Ronald Getty amb la tercera, John Paul Getty i Gordon Getty amb la quarta, i Timothy Getty amb la seva última esposa.
1. Jeanette Demont (casada el 1923 - divorciada el 1926); un fill, George F. Getty II (1924–1973).
2. Allene Ashby (1926–1928); sense fills.[28] Getty va conèixer Ashby, de 17 anys, filla d'un ramader de Texas, a Ciutat de Mèxic mentre estudiava espanyol i supervisava els interessos empresarials de la seva família. Es van fugir a Cuernavaca, Mèxic, però el matrimoni va ser bígam ja que encara no estava divorciat de Jeanette. Els dos van decidir ràpidament dissoldre la unió mentre encara es trobaven a Mèxic.[29]
3. Adolphine Helmle (1928–1932); un fill, Jean Ronald Getty (1929–2009), el fill del qual, Christopher Ronald Getty, es va casar amb Pia Miller, germana de Marie-Chantal, princesa hereva de Grècia. Igual que la seva primera i segona esposa, Adolphine tenia 17 anys quan Getty la va conèixer a Viena. Era filla d'un destacat metge alemany que s'oposava a que es casés amb Getty, de 36 anys, dues vegades divorciada.[30] Els dos es van fugir a Cuernavaca, on s'havia casat amb Allene Ashby, i després es van instal·lar a Los Angeles. Després del naixement del seu fill, Getty va perdre l'interès per ella i el seu pare la va convèncer de tornar a Alemanya amb el seu fill el 1929. Després d'una batalla prolongada i polèmica, el seu divorci es va finalitzar l'agost de 1932, amb Adolphine rebent una gran suma per danys punitius i la custòdia completa de Ronald.[31]
4. Ann Rork (1932–1936); dos fills, John Paul Getty Jr. (1932–2003) i Gordon Peter Getty (nascut el 1933). Getty es va presentar a Rork quan tenia 14 anys, però no es va convertir en la seva parella romàntica fins als 21 anys el 1930. Com que estava enmig del seu divorci amb Adolphine, la parella va haver d'esperar dos anys abans de casar-se. Va estar en gran part absent durant el seu matrimoni, romanent durant llargs períodes a Europa. Ella el va demandar per divorci el 1936 al·legant abusos emocionals i negligència. Va descriure un incident mentre els dos estaven a l'estranger a Itàlia en què va afirmar que Getty la va obligar a pujar per veure el cràter del Vesuvi mentre estava embarassada del seu primer fill. El tribunal va decidir a favor seu i se li va concedir 2.500 dòlars mensuals d'aliments més 1.000 dòlars cadascun en manteniment dels seus fills.[32]
5. Louise Dudley "Teddy" Lynch (1939–1958); un fill, Timothy Ware Getty (1946–1958).

L'any 2013, als 99 anys, la cinquena dona de Getty, Louise, coneguda com Teddy Getty Gaston, va publicar unes memòries informant de com Getty l'havia renyat per gastar diners massa lliurement als anys 50 en el tractament del seu fill de sis anys, Timmy, que havia quedat cec per un tumor cerebral. Timmy va morir als 12 anys i Getty, que vivia a Anglaterra a part de la seva família que es trobava als Estats Units, no va assistir al funeral. Gaston es va divorciar de Getty aquell any. Teddy Gaston va morir l'abril de 2017 a l'edat de 103 anys.
Es va citar a Getty que va dir: «Una relació duradora amb una dona només és possible si sou un fracàs empresarial» i, «Odio ser un fracàs. Odio i lamento el fracàs dels meus matrimonis. Amb molt de gust donaria tots els meus milions per només un èxit matrimonial durador».

## Segrest del net John Paul Getty III
A Roma, el 10 de juliol de 1973, els segrestadors de 'Ndrangheta van segrestar el net de 16 anys de Getty, John Paul Getty III, i van exigir 17 milions dd dòlars. (equivalent a 112 el 2022) com a pagament pel seu retorn segur. Tanmateix, la família sospitava d'una estratagema de l'adolescent rebel per treure diners del seu avi avar. John Paul Getty Jr. va demanar els diners al seu pare, però se'ls va negar, argumentant que els seus altres 13 néts també podrien fer-se objectius de segrest si pagava.
El novembre de 1973 va arribar a un diari un sobre que contenia un ble de cabell i una orella humana. La segona demanda s'havia retardat tres setmanes per una vaga postal italiana. La demanda amenaçava que Paul seria mutilat encara més llevat que les víctimes paguessin 3,2 milions de dòlars. La demanda deia: «Aquesta és l'orella de Paul. Si no rebem diners en 10 dies, arribarà l'altra orella. Dit d'una altra manera, arribarà en pocs trossos».
Quan els segrestadors finalment van reduir les seves demandes a 3 milions de dòlars, Getty va acceptar no pagar més de 2,2 milions (equivalent a 14,5 $ el 2022), el màxim que seria deduïble fiscalment. Va prestar al seu fill els 800.000 dòlars restants a un interès del quatre per cent. El net de Getty va ser trobat amb vida el 15 de desembre de 1973, en una benzinera de Lauria, a la província de Potenza, poc després que es pagués el rescat. Després del seu alliberament, el jove Getty va trucar al seu avi per agrair-li el pagament del rescat, però Getty es va negar a posar-se al telèfon. Nou persones associades a 'Ndrangheta van ser detingudes després pel segrest, però només dues van ser condemnades. Getty III es va veure afectat permanentment pel trauma i es va convertir en un addicte a les drogues. Després d'un ictus, provocat per un còctel de drogues i alcohol el 1981, Getty III es va quedar sense paraules, gairebé cec i parcialment paralitzat durant la resta de la seva vida. Va morir el 5 de febrer de 2011, a l'edat de 54 anys
Getty va defensar la seva negativa inicial a pagar el rescat en dos punts. Va argumentar que els seus altres 13 néts també podrien fer-se objectiu del segrest si pagava, i també va declarar: «La segona raó de la meva negativa era molt més àmplia. Afirmo que l'accés a les demandes de criminals i terroristes només garanteix l'augment i la propagació continus de la il·legalitat, la violència i els atemptats com els bombardeigs terroristes, "skyjackings" i la matança d'ostatges que plaguen el nostre món actual».
Nou dels segrestadors van ser detinguts, inclosos Girolamo Piromalli i Saverio Mammoliti, membres d'alt rang de la 'Ndrangheta, una organització de la màfia a Calàbria. Dos dels segrestadors van ser condemnats i enviats a la presó; els altres van ser absolts per manca de proves, inclosos els caps de la 'Ndrangheta. La majoria dels diners del rescat mai es van recuperar.

## Reputació de frugalitat
Hi ha moltes històries anecdòtiques de la reputada economia i parsimònia de Getty, que semblaven còmiques, fins i tot perverses als observadors, a causa de la seva extrema riquesa. Els dos exemples més coneguts són la seva reticència a pagar els 17 milions dd dòlars del de rescat del segrestidea seu net i un famós telèfon públic que havia instal·lat a Sutton Place. Un incident més fosc va ser l'afirmació de la seva cinquena dona que Getty havia renyat per haver gastat massa en el tractament mèdic del seu fill malalt terminal, tot i que en aquell moment valia desenes de milions de dòlars. Era conegut per negociar gairebé tot per obtenir el preu més baix possible, incloses les suites en hotels de luxe i pràcticament totes les compres d'obres d'art i béns immobles. El 1959, Sutton Place, una mansió de 72 habitacions, va ser comprada a George Sutherland-Leveson-Gower, 5è duc de Sutherland, per 60.000 lliures, aproximadament la meitat del que el duc havia pagat per ella 40 anys abans.
- El secretari de Getty va afirmar que Getty rentava la roba a mà perquè no volia pagar perquè es rentés la roba. Quan les seves samarretes es desfilaven als punys, retallava la part esquinçada en lloc de comprar samarretes noves.[46]

- La reutilització de papereria era una altra obsessió de Getty. Tenia el costum d'escriure les respostes a les cartes als marges o al revers i enviar-les per correu, en lloc d'utilitzar un nou full de paper. També va guardar i reutilitzar amb cura sobres de manila, gomes i altres material d'oficina.[47]

- Quan Getty va portar un grup d'amics a una exposició canina a Londres, els va fer caminar per l'illa durant 10 minuts fins que les entrades van quedar a meitat de preu a les 5. pm, perquè no volia pagar els 5 xílings complets per cap.[44]

- Getty es va traslladar a Sutton Place en part perquè el cost de la vida era més barat que a Londres, on havia residit al Ritz. Una vegada va presumir davant del columnista nord-americà Art Buchwald que pagava 10 cèntims per un rom i una coca-cola a Sutton Place, mentre que al Ritz era més d'un dòlar.[44]

- Getty conduïa el seu propi cotxe a la feina cada dia.

L'autor John Pearson va atribuir part de l'extrema gasiveria de Getty a la sensibilitat metodista de l'educació de Getty, que posava èmfasi en la vida modesta i en l'economia personal. La seva perspicacia empresarial també va ser un factor important en l'economia de Getty. «No es permetria cap indulgència en la compra d'un lloc per viure, una obra d'art, fins i tot un moble, tret que pogués convèncer-se que apreciaria el seu valor». Getty va afirmar que la seva frugalitat cap als altres era una resposta a la gent que s'aprofitava d'ell i no pagava la seva part justa. «No són els diners als quals m'oposo, és el principi de la cosa que em molesta».

### Telèfon amb monedes
Getty va tenir instal·lat un telèfon públic a Sutton Place, que va ajudar a segellar la seva reputació d'avar. Getty va col·locar bloquejos de marcatge a tots els telèfons habituals, limitant-ne l'ús al personal autoritzat, i va instal·lar el telèfon amb monedes per als altres. A la seva autobiografia, va descriure les seves raons:
| « | Ara, durant mesos després de comprar Sutton Place, un gran nombre de gent entrava i sortia de casa. Alguns estaven visitant homes de negocis. Altres eren artesans o obrers que es dedicaven a la renovació i reforma. Altres eren comerciants que feien lliuraments de mercaderies. De sobte, les factures telefòniques de Sutton Place van començar a disparar. El motiu era evident. Cadascun dels telèfons habituals de la casa té accés directe a línies exteriors i, per tant, a operadors de llarga distància i fins i tot a l'estranger. Tota mena de persones estaven aprofitant al màxim una rara oportunitat. Estaven agafant els telèfons de Sutton Place i fent trucades a promeses a Ginebra o Geòrgia i a ties, oncles i cosins tercers retirats a Caracas i Ciutat del Cap. Per descomptat, aquests costos es van carregar a la factura de Sutton Place. | » |

Quan va parlar en una entrevista televisada amb Alan Whicker el febrer de 1963, Getty va dir que pensava que els convidats voldrien utilitzar un telèfon públic. Després de 18 mesos, va explicar Getty, «el flux de trànsit d'entrada i sortida a Sutton es va reduir. La gestió i el funcionament de la casa es van establir en una rutina raonable. Amb això, el telèfon públic [va ser] eliminat i els panys de marcatge es van treure dels telèfons de la casa».

## Últims anys i mort
El 30 de juny de 1960, Getty va organitzar una festa del 21è aniversari per a un familiar del seu amic, el 16è duc de Norfolk, que va servir com a festa d'inauguració de la casa per al Sutton Place acabat de comprar. Els assistents a la festa estaven irritats per la mesquinesa de Getty, com ara no proporcionar cigarrets i relegar tothom a utilitzar lavabos portàtils de creosota a l'exterior. Al voltant de les 22:00, la festa va caure en un pandemònium quan els party crashing de la festa van arribar des de Londres, augmentant les ja superpoblades sales i causant danys estimats en 20.000 lliures esterlines. Va ser robada una valuosa gerra de plata de l'argenter del segle XVIII Paul de Lamerie, però va tornar de manera anònima quan els diaris de Londres van començar a cobrir el robatori. El fracàs de l'esdeveniment va fer que Getty fos objecte de ridícul i mai més va tornar a fer una altra gran festa.
Getty es va mantenir com un treballador inveterat, ja que presumia als 74 anys que sovint treballava de 16 a 18 hores al dia supervisant les seves operacions a tot el món. El valor de les accions de Getty Oil es va quadruplicar durant la guerra araboisraeliana del Yom Kippur d'octubre de 1973, que va provocar una escassetat de petroli a tot el món durant anys. Els guanys de Getty van superar els 25,8 milions de dòlars el 1975.
Getty va conèixer la dissenyadora d'interiors anglesa Penelope Kitson a la Dècada del 1950 i li va encarregar la decoració de les seves cases i les sales públiques dels petroliers que llançava. Des de 1960, Kitson va residir en una casa de camp als terrenys de Sutton Place. Getty i Kitson van mantenir una relació platònica i Getty la tenia en gran respecte i confiança.
La gana insaciable de sexe de Getty també va continuar fins als 80. Va utilitzar un fàrmac experimental, H3, per mantenir la seva potència. Les mestresses que van residir a Sutton Place incloïen la casada Mary Teissier, una cosina llunyana de l'últim tsar de Rússia, Lady Ursula d'Abo, que tenia estretes connexions amb la família reial britànica, i Rosabella Burch, nascuda a Nicaragua.
El New York Times va escriure sobre l'arranjament domèstic de Getty: "[Getty] va acabar la seva vida amb una col·lecció de dones desesperadament esperançades, totes vivint juntes a la seva mansió Tudor a Anglaterra, cap d'elles conscient que el seu passatemps favorit era reescriure el seu testament, canviar el seu testament. llegats insultantment petits: 209 dòlars al mes a un, 1.167 dòlars a un altre". Només Kitson va rebre un llegat important a la mort de Getty, rebent 5.000 accions de Getty Oil, que es van duplicar de valor durant la Dècada del 1980, i uns ingressos mensuals de 1.167 dòlars.
Getty va morir d'insuficiència cardíaca als 83 anys el 6 de juny de 1976 a Sutton Place, prop de Guildford, Surrey.

## Retrats mediàtics
Christopher Plummer va interpretar a Getty a la pel·lícula del 2017 Tots els diners del món, que dramatitza el segrest del seu net. Getty va ser interpretat originalment per Kevin Spacey, però després de les acusacions de mala conducta sexual que van sorgir contra Spacey abans de l'estrena de la pel·lícula, Plummer va ser seleccionat per tornar a filmar les seves escenes. Per la seva actuació, Plummer va rebre una nominació a l'Oscar al millor actor secundari.
El segrest també es dramatitza a la primera temporada de la sèrie dramàtica d'antologia eststunidenca Trust, on Getty és interpretat per Donald Sutherland.

## Obres publicades
- Getty, J. Paul. The history of the bigger oil business of George F.S. F. and J. Paul Getty from 1903 to 1939. Los Angeles?, 1941, OCLC 693373380
- Getty, J. Paul. Europe in the Eighteenth Century. [Santa Monica, Calif.]: privately printed, 1949, OCLC 1539420
- Le Vane, Ethel, and J. Paul Getty. Collector's Choice: The Chronicle of an Artistic Odyssey through Europe. London: W.H. Allen, 1955, OCLC 901152222
- Getty, J. Paul. My Life and Fortunes. New York: Duell, Sloan & Pearce, 1963, OCLC 804426417
- Getty, J. Paul. The Joys of Collecting. New York: Hawthorn Books, 1965, OCLC 756465638
- Getty, J. Paul. How to be Rich. Chicago: Playboy Press, 1965, OCLC 702557306
- Getty, J. Paul. The Golden Age. New York: Trident Press, 1968, OCLC 3039906
- Getty, J. Paul. How to be a Successful Executive. Chicago: Playboy Press, 1971, OCLC 11409794
- Getty, J. Paul. As I See It: The Autobiography of J. Paul Getty. Englewood Cliffs, N.J: Prentice-Hall, 1976. ISBN 0-13-049593-XISBN 0-13-049593-X, OCLC 1078950701